# Полевое (Синельниковский район)
Полевое (укр. Польове) — село,
Славгородский поселковый совет,
Синельниковский район,
Днепропетровская область,
Украина.
Код КОАТУУ — 1224856205. Население по переписи 2001 года составляло 146 человек.

## Географическое положение
Село Полевое находится в 1,5 км от пгт Славгород.
Рядом проходит железная дорога, станция Славгород-Южный в 4-х км.